# بئر مقدم
بئر مقدم إحدى بلديات دائرة بئر مقدم ولاية تبسة الجزائرية، تحمل الرقم البلدي 11.

## أصل التسمية
سميت بئر مقدم بهذا الاسم حسب روايات أهل وشيوخ المدينة والقرى المجاورة على اعتبار أن المنطقة كانت ذات طابع فلاحي ورعوي في القديم، ونتيجة لذلك كان يتواجد بهذه المنطقة بئر عميق لأحد الفلاحين يدعى (المقدم) ويقع هذا البئر في الناحية الشمالية للمدينة، يسعى إليه الفلاحون والمارة من كل حدب وصوب للارتواء من مياه هذا البئر، وذلك لعذوبة مياهه وقد كان يتمركز ضمن موقع ممتاز يربط بين عدة نواحي كعين فضة، والشريعة وبحيرة مشنتل وأم الجذور وذراع الصفية والروكة ومقلاف وهنشير الفوناس.
ولتعارف الناس على هذا البئر تم بناء عدة خيم بالقرب منه لتتطور بعد ذلك إلى بيوت من تراب فحجر فإسمنت، ولم يجد سكان هذه المنطقة إلا البئر كرمز من المعالم الأثرية الخالدة لتسمية المدينة بهذا الاسم. وهو لا يزال موجود ولا زالت عملية السقي منه متواصلة ولم يعرف الجفاف منذ نشأته ويعد رمزا من رموز هذه المدينة.

## نشأة البلدية
أنشأت بلدية بئرمقدم خلال فترة الاحتلال الفرنسي سنة 1957، وفي التقسيم الإداري لسنة 1990 ألحقت بصف الدوائر جامعة بذلك البلديات (بئر مقدم، الحمامات ، قريقر). وهي تحوي تجمعين ريفيين هامين هما تازبنت وعين تروبية، تعدادها السكاني حسب إحصائيات سنة 1998 حوالي 12468 نسمة (مقسمة تقريبا بين الجنسين نسبة الذكور %50,03 والباقي إناث). أما إحصائيات سنة 2008 فتقدر بحوالي 12873 نسمة (نسبة الذكور50,18 %)، ويقدر عدد ازدياد السكان والنمو الديموغرافي بها حوالي 405 نسمة مدة 10سنوات. وهذا إن دلا على شيء فإنما يدل على أن نسبة الهجرة كانت كبيرة خلال هذه العشرية لعدة أسباب.
أما من حيث نسيجها العمراني فنلاحظ بأن البلدية عرفت توسعين الأول كان فوضويا والثاني كان منظما متمثلا في التحاصيص العقارية والبناءات المبرمجة وعلى هذا فالبلدية مطالبة بترقية إطارها العمراني من اجل تحقيق مستوى نوعي والتقليل من استنزاف مواردها المالية.
يمكن أن نبين بعض المعلومات عن بلدية بئر مقدم من خلال الموقع الجغرافي وعدد السكان والمساحة والشبكات والتضاريس ومختلف البرامج المسجلة سنة 2008 وغيرها فيما يلي:

## الموقع الجغرافي
أنشأت بلدية بئر مقدم سنة 1957 وتمت ترقيتها إلى دائرة في جوان 1991، تقع شمال غرب ولاية تبسة على بعد 37 كلم، تحدها من الشرق بلدية تبسة ومن الغرب بلدية قريقر، شمالا بلدية الحمامات وجنوبا بلديتي الشريعة والعقلة المالحة.
2- المساحة تتربع بلدية بئرمقدم على مساحة تقدر بـ 395.84 كلم²
3- الخصائص المناخية
يميز مناخ البلدية مناخ الهضاب العليا فهو جاف وحار صيفا، بارد وقليل التساقط شتاء، معدل التساقط سنويا يقدر بـ 350 مم، الرياح الغالبة فيه ذات اتجاه شمال، شمال غربي شتاء وجنوبا صيفا.
4- موضع المدينة
تتموضع مدينة بئرمقدم ضمن تضاريس الهضاب العليا حيث يبلغ ارتفاعها المتوسط حوالي 1200م عند حدود الكتلة الجبلية تروبية 1443م، السن 1254م، بوزيان 1320م، السطح 1027 م من الجهة الشرقية إلى الجهة الغربية وعليه فإن إمكانية التوسع العمراني للمدينة تبقى متوفرة على مستوى السهل.
5- التطور العمراني والإداري
تحتوي البلدية على تجمعين ثانويين هما تروبية شمالا وتازبنت جنوبا، ومن ناحية النسيج العمراني هناك توسعان الأول كان فوضوي والثاني منظم متمثل في التحاصيص العقارية والبناءات المبرمجة حيث أن هذه البلدية مطالبة بترقية إطارها العمراني والمعماري لتحقيق مستوى نوعي.
6- المرافق
جل المرافق تتواجد داخل المحيط العمراني وتتمثل هذه المرافق في مقر البلدية، مقر للحالة المدنية، مقر الدائرة، خزينة البلدية، مركز رئيسي للبريد، الدرك الوطني، الحرس البلدي، وحدة للأمن الوطني –الشرطة- (في طور الإنجاز)، وحدة لإقليم الغابات، عيادة متعددة الخدمات، مسجد، مدرستين ابتدائيتين، متوسطتان، ثانويتان، (أحدهما في طور الإنجاز) فرع تكوين مهني، ملعب كرة القدم به ملعب جواري، ملعبين جواريين، مركب رياضي (في طور الإنجاز)، دار للشباب، مركز للضمان الاجتماعي، مذبح بلدي، سوق للمواشي بالإضافة إلى مرآب للرثاثة تابع للخواص، محطة توزيع البنزين للخواص، كما تطمح بلدية بئرمقدم في تنميتها اقتصاديا من خلال المجمع الاقتصادي لأحد الخواص الذي هو الآن في طور الإنجاز بتكلفة للمشروع قدرها حوالي 180 مليار سنتيم.
ومن خارج المحيط العمراني، نسجل وجود ثلاث فروع بلدية، و03 قاعات علاج، 18 مدرسة ابتدائية ريفية، مركز بريد بتازبنت، 04 مساجد بالريف بوشقيفة، عين تروبية، أولاد الحاج وقنطرة التكاكة.
7- مياه الشرب
يمون سكان بلدية بئرمقدم بهذه المادة الحيوية انطلاقا من بئر وحيد بمنطقة هنشير الجراد والذي يعتبر غير كاف لا سيما في فصل الصيف.
8- الشؤون الاجتماعية يقدر عدد المستفيدين من منحة النشاط ذو المنفعة العامة 277 مستفيد، ويستفيد من المنحة الجزافية للتضامن 803 مستفيد، ويتمثل عدد المستفيدين من مناصب التشغيل المأجور للشباب 85 مستفيد بالإضافة إلى منحة المكفوفين (المعوقين 100%) والذين يقدر عددهم بـ 111 معوق.